# Крістіян Чуєц
Крістіян Чуєц (нар. 30 листопада 1988, Шемпетер-Вртойба) — словенський футзаліст.

## Кар'єра
В основному він виступає як фланговий нападник або центральний, згодом він починає виступати вдома в клубі Пунтар, заслуговуючи на виклик до молодіжної збірної Словенії з футзалу, яка вийшла у фінальну фазу чемпіонату Європи серед молодіжних збірних, вибувши в першому раунді. Після хорошого сезону в «Песарофану», коли він забив 25 голів, влітку 2013 року він перебрався в «Нью Тім», приєднавшись до свого співвітчизника Рока Мордея. Хороші виступи гравця під час чемпіонату Європи (настільки, що він був включений до складу символічної збірної турніру, складеної Технічною групою УЄФА) переконали азербайджанський клуб Араз Нахчіван взяти його в оренду його 10 березня 2014 для гри у Кубку УЄФА. Після оренди повернувся до Італії та перебрався до «Асті». З командою він виграє кубок країни та зимовий кубок, але 20 липня 2015 року словенський гігант втратив требл і підписав контракт із «Лупаренсе», де він пробув лише кілька місяців, перейшовши в грудні у «Насьональ» із Загреба.